# Turisme de salut
El turisme de salut, turisme sanitari o  turisme mèdic, és el procés pel qual una persona viatge a un altre país per rebre tractaments mèdics (cirurgies...) o per fer rehabilitació o tractaments de benestar corporal com podrien ser els balnearis. L'Organització de Cooperació del desenvolupament, defineix el turisme de salut com la pràctica de viatjar a un lloc diferent del país natal per rebre tractament mèdic i al mateix temps es fa turisme i activitats per la zona.

## Història
El turisme de salut no és un concepte nou. Fa anys, en temps remots, a Grècia i Roma, ja es parlava d'aquest tipus de turisme. Aquest ha anat evolucionant fins als nostres dies.

## Història del Turisme de Salut a Espanya i Catalunya
Espanya és, segons l'Organització Mundial del Turisme, el quart país de destinació dels turistes de salut. L'any 2011 va rebre 99.9 milions de visitants internacionals i un 57% d'aquestes turistes venien a fer turisme mèdic. La seva facturació va ser d 'aproximadament 58.851 milions d'euros anuals. A l'estiu hi va haver un 37% de les visites internacionals i va ser el moment en el qual la facturació va incrementar positivament a l'alça. Totes aquestes dades fan veure la rellevància d'aquest tipus de turisme i del futur que té.
Generalment, els turistes d'Espanya relacionats amb turisme de salut provenen de França, Regne Unit i Alemanya. Altres països en minoria també tenen aquest moviment de turisme de salut.
Pel que fa a Catalunya, hi ha una atenció mèdica efectiva i de qualitat. Això, ha fet que el turisme de salut s'integri a l'Agència Catalana de Turisme (ACT). Aquesta promou el turisme de salut. La qualitat i els avenços en medicina de Catalunya afavoreixen un increment d'aquest tipus de turisme i la visita de moltes persones d'Europa i altres parts del món.
L'ACT, juntament amb alguns hospitals de referència com Barcelona Medical Agency, promouen i són pioneres a escala europea en algunes especialitats de salut. Els hospitals i l'ACT intenten de forma conjunta impulsar cada dia més aquest tipus de turisme per incrementar els beneficis cap a les persones i la facturació econòmica. Aquesta és una de les principals línies estratègiques de l'agència.
A Catalunya la major part de la demanda prové d'Amèrica i Rússia.

## Turisme de salut i creixement global
El turisme de salut té unes despeses molt més elevades que el turisme normal. Generalment, aquestes despeses són entre un 6 i un 10, aproximadament, superiors, Presenta una creixement anual rellevant del 20% i es diu que l'any 2019 amb el seu potencial arribarà aconseguir més de 600 milions de beneficis a Espanya. L'any 2015 la facturació ha estat aproximadament de 277 milions d'euros.A escala mundial la facturació és de 7.000 milions. Aquestes facturacions a l'alça resulten del fet que un turista de turisme de salut té despeses superiors com s'ha comentat prèviament.

## Flux internacional
El turisme de salut atrau molts visitants a diferents països per dur a terme el seu tractament i gaudir d'unes vacances adaptades a les seves necessitats. Mèxic és el país que l'any 2011 va rebre més turistes de salut, aproximadament 450.000 persones, Seguit de Turquia amb 350.000 visitants, Singapur amb 250.000-300.000 i Filipines amb 250.000. Espanya, amb 20.000 turistes de salut atesos anualment, es troba en quinze lloc darrere el Regne Unit i Estats Units.
Per una banda, els països en els quals el turisme de salut està implantat de fa temps el turistes atesos són superiors a 100.000. Per altra banda, els països en desenvolupament del turisme de salut atenen entre 20.000 i 50.000 persones anualment. Així doncs, Espanya es troba entre els països en procés de desenvolupament d'aquest tipus de turisme.

## Principals serveis mèdics en turisme de salut
Hi ha tota una sèrie d'especialitats mèdiques que s'ofereixen en aquest sector. Algunes d'aquestes són: Cirurgia estètica i plàstica, reproducció assistida, oncologia, urologia, rehabilitació, teràpies alternatives, benestar, balnearis, odontologia, oftalmologia, cures a persones dependents, entre d'altres.

## Empreses relacionades amb el turisme de salut
Actualment, ja hi ha moltes empreses relacionades amb el turisme de salut i, cada vegada, el nombre d'aquestes incrementa. A Espanya algunes d'aquestes empreses són: Spaincares, Grupo IMED, Grupo Quirón, Turisme sanitari de Navarra-Clínica Universitària de Navarra, Turisme de salut d'Astúries, Balnearis de Cantàbria, entre d'altres.